# Parc floral de Paris
Le parc floral de Paris est un parc urbain et un jardin botanique situé dans le bois de Vincennes, dans le 12e arrondissement de Paris (France). Il est l'un des quatre pôles du Jardin botanique de la ville de Paris avec l'arboretum de l'école Du Breuil, lui aussi dans le bois de Vincennes, ainsi que le parc de Bagatelle et le jardin des serres d'Auteuil, tous deux dans le bois de Boulogne.

## Historique

Logo du parc.

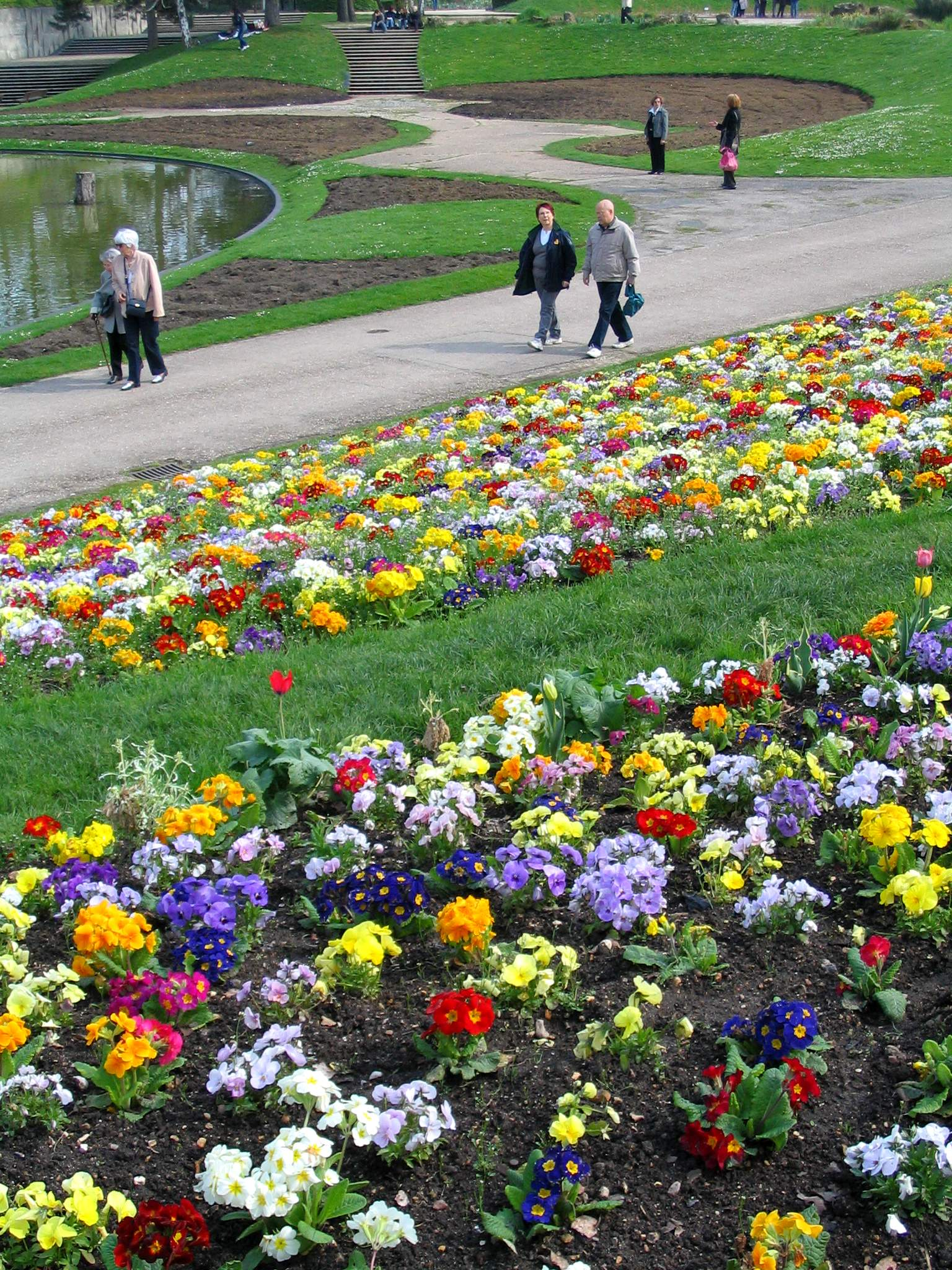
Compositions florales

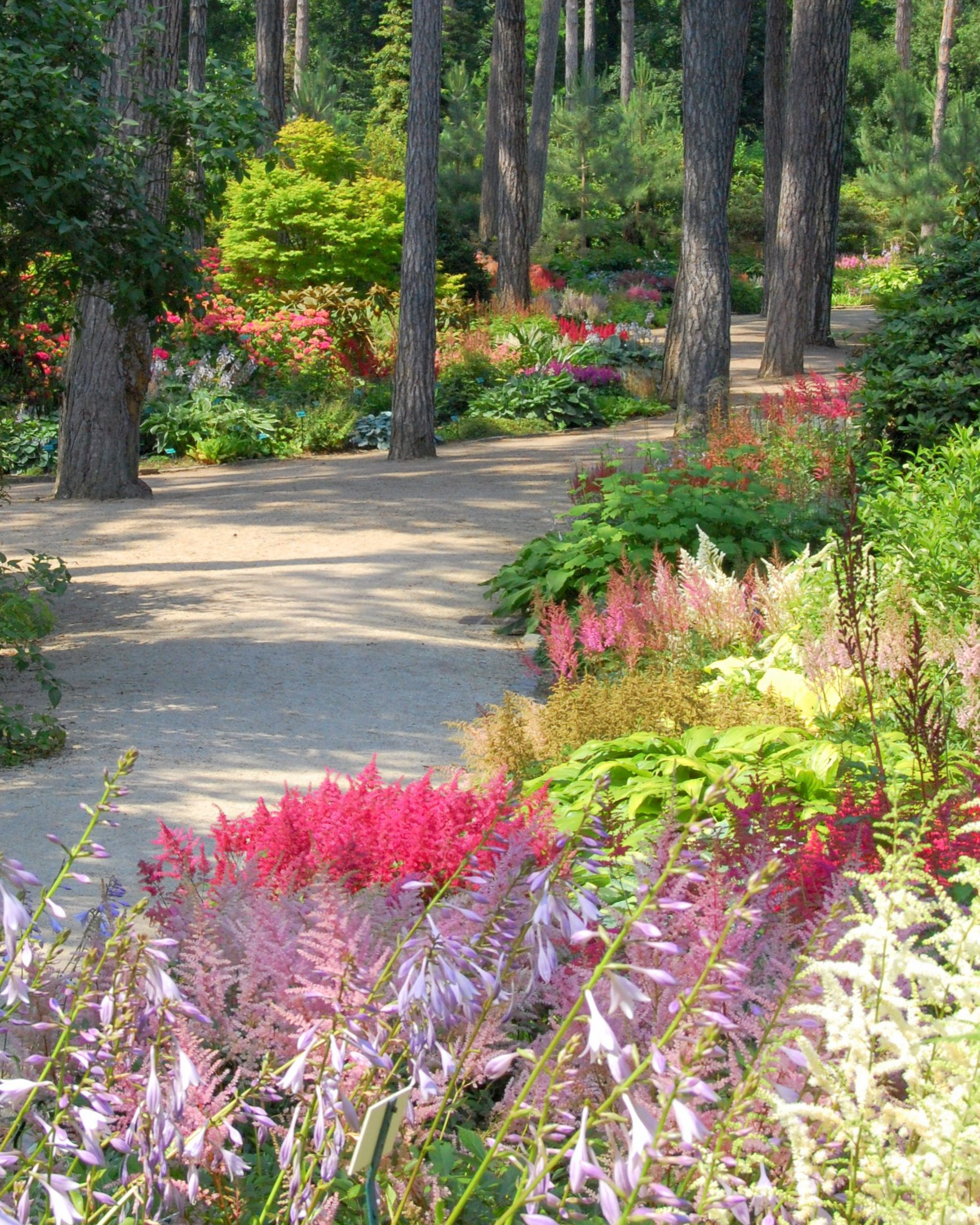
La pinède

Au cours XIXe siècle, la partie centrale  bois de Vincennes est défrichée pour créer un terrain d'entraînement militaire avec casernes, champ de manœuvres et buttes de tir.
Napoléon III cède en 1860 le bois à la ville de Paris pour qu'il soit transformé en parc symétrique du bois de Boulogne.
L'ouest du bois, sa partie nord-est autour du lac des Minimes et sa lisière sud autour de l'avenue de Gravelle sont aménagés en parc public mais le centre reste une zone militaire jusqu'à  son évacuation  progressive par l'armée au cours des années 1950  et 1960.
À la fin des années 1960 et à l'occasion des Troisièmes Floralies Internationales, un site est recherché dans le bois par la Ville de Paris pour abriter la manifestation. La conception et la réalisation du Parc sont confiées à l'architecte paysagiste Daniel Collin.
Le site choisi — les anciens terrains militaires désaffectés de La Cartoucherie et de la Pyramide — est totalement remodelé. Seule la pinède existante et ses pins de Corse sont conservés.
Le Parc floral sera inauguré en 1969. Avec ses 35 hectares, ce sera le plus grand espace vert créé à Paris depuis la fin du Second Empire. Quinze mois de travaux auront été nécessaires avant d'effectuer les premières plantations.

### L'influence du Japon
L'architecture paysagiste du Parc, Daniel Collin, s'inspire très librement du style japonais popularisé à l'époque de sa conception par les Jeux olympiques de Tokyo de 1964. Les envolées des toitures du restaurant et les vagues de pavés de l'entrée sud rappellent le stade olympique de Yoyogi par Kenzo Tange.
La manière d'articuler les 28 pavillons et les patios horticoles à thèmes fait penser à l'architecture de la Villa Impériale de Katsura. Les toitures débordantes, les allées semi-couvertes noyées dans la végétation et les charpentes orthogonales des pavillons sont autant de clins d'œil à leur modèle. Le parc comprend également un hall qui sert de centre d'expositions et de manifestations.

### Un parc de sculptures
Dans le cadre de l'aménagement du Parc, Bernard Anthonioz développa une politique de commandes auprès de jeunes artistes tels que Stahly, Oleg Goudcoff, Agam, Penalba, Tinguely et Jean-Pierre Raynaud, ou de plasticiens confirmés comme Giacometti et Calder. Pour la première fois, entre 1969 et 1971, des commandes d'art éphémère furent réalisées.

### La thématique des paysages
Le parc abrite une collection unique de 1 500 iris différents. Il offre une articulation de plusieurs thèmes végétaux : prairie de bulbes, miroir d'eau avec sa fontaine monumentale de François Stahly, vallée des fleurs, pinède et sa végétation d'azalées, de rhododendrons et de camélias, paysages aquatiques ou campagnards.
Il abrite également 7 951 taxons référencés de fleurs, bulbes et arbres, dont des collections nationales de géraniums, d'astilbes et d'iris, ainsi qu'une collection agréée de fougères rustiques et de pivoines herbacées.
Le parc floral organise chaque automne un concours international de dahlias, présente au printemps plus de 250 variétés de tulipes et accueille le concours Franciris depuis mai 2015. Il est officiellement reconnu jardin botanique depuis 1998.
Le parc abrite une scène de spectacles (l'Espace Delta) en semi plein-air, deux restaurants, un théâtre, un espace évènements pouvant accueillir diverses manifestations, un spectacle de marionnettes ainsi qu'un vaste espace de jeux pour enfants.

## Galerie

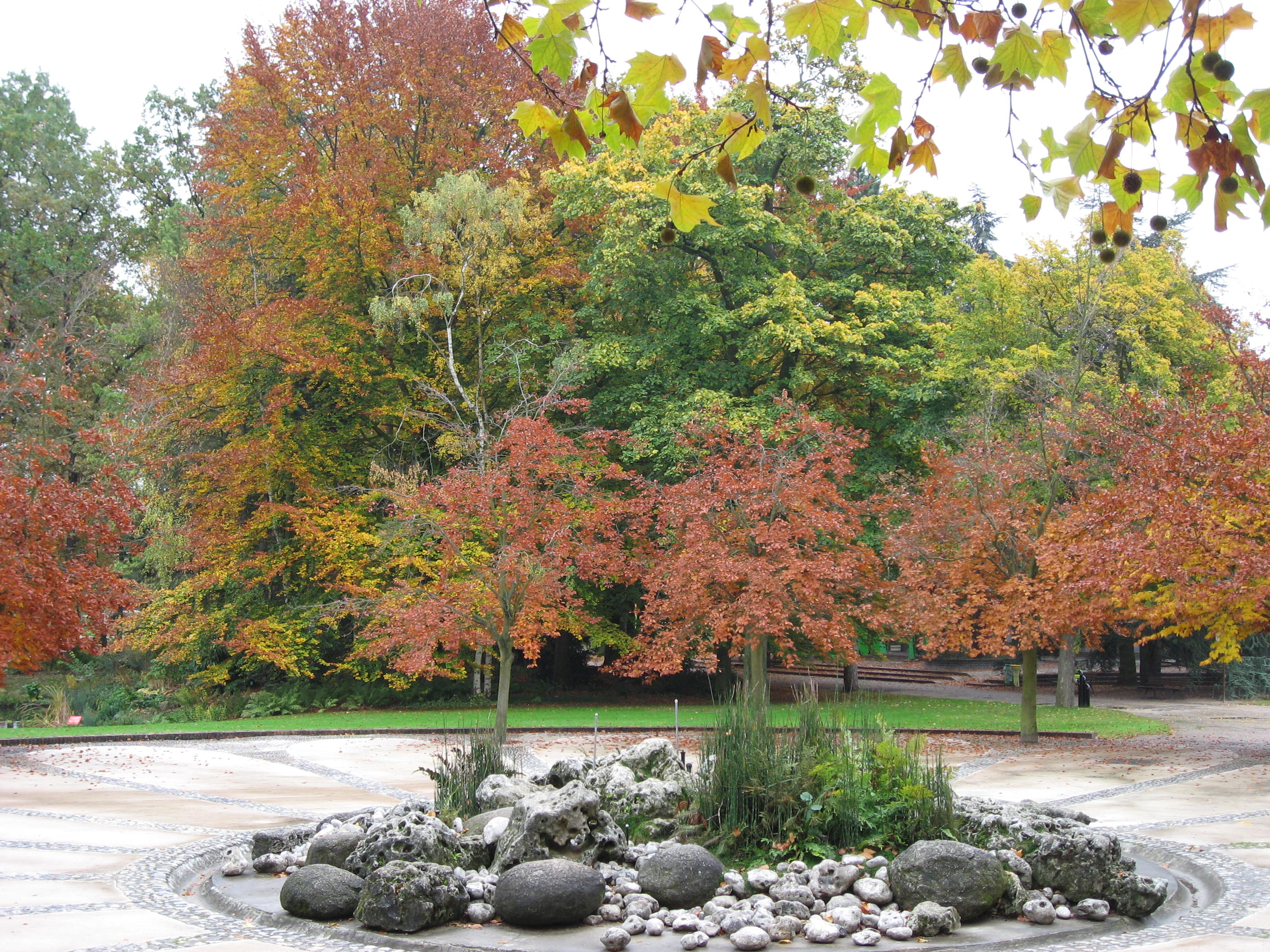
L'automne au parc floral de Paris
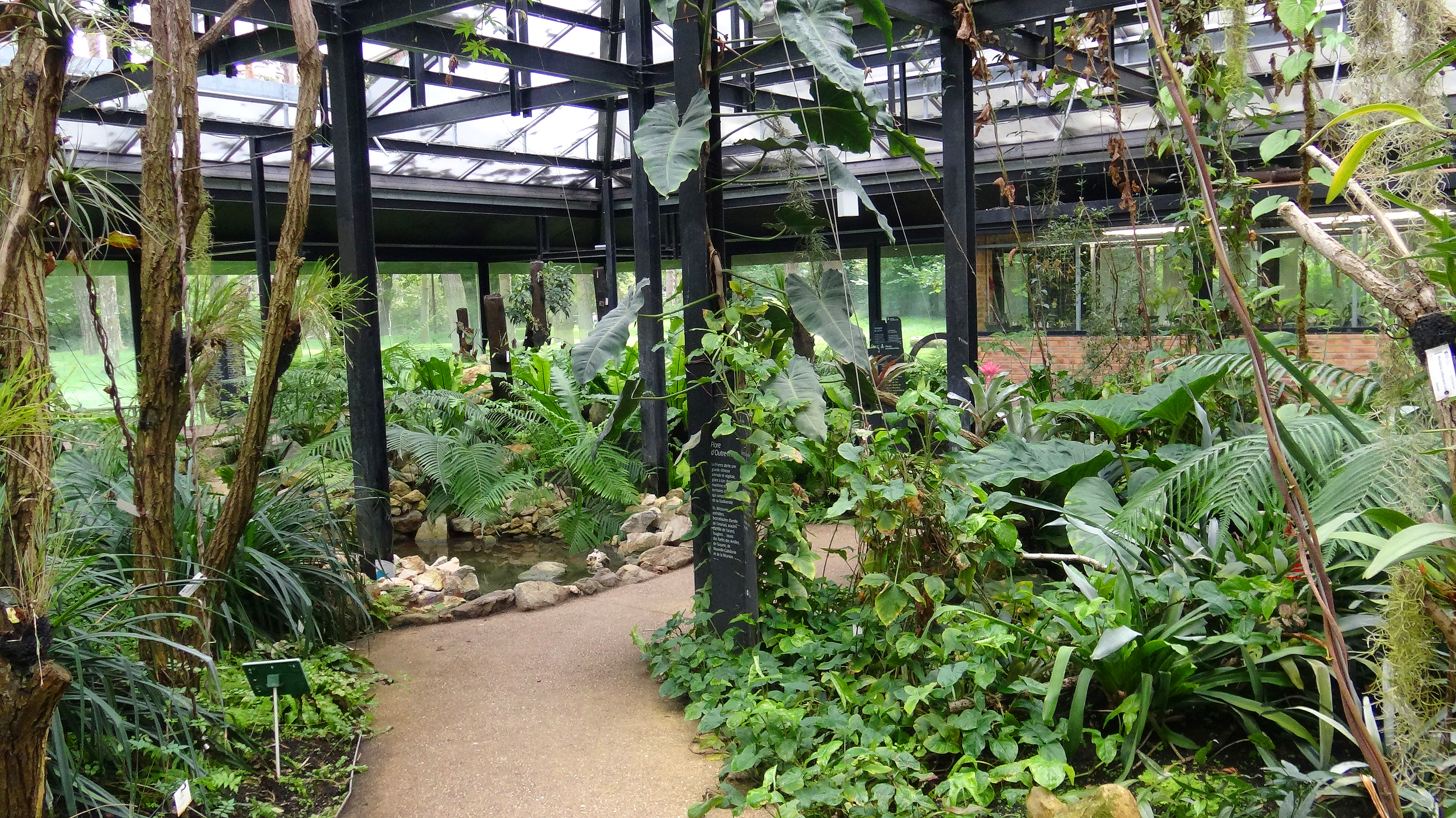
Serre des plantes accrobranchées.
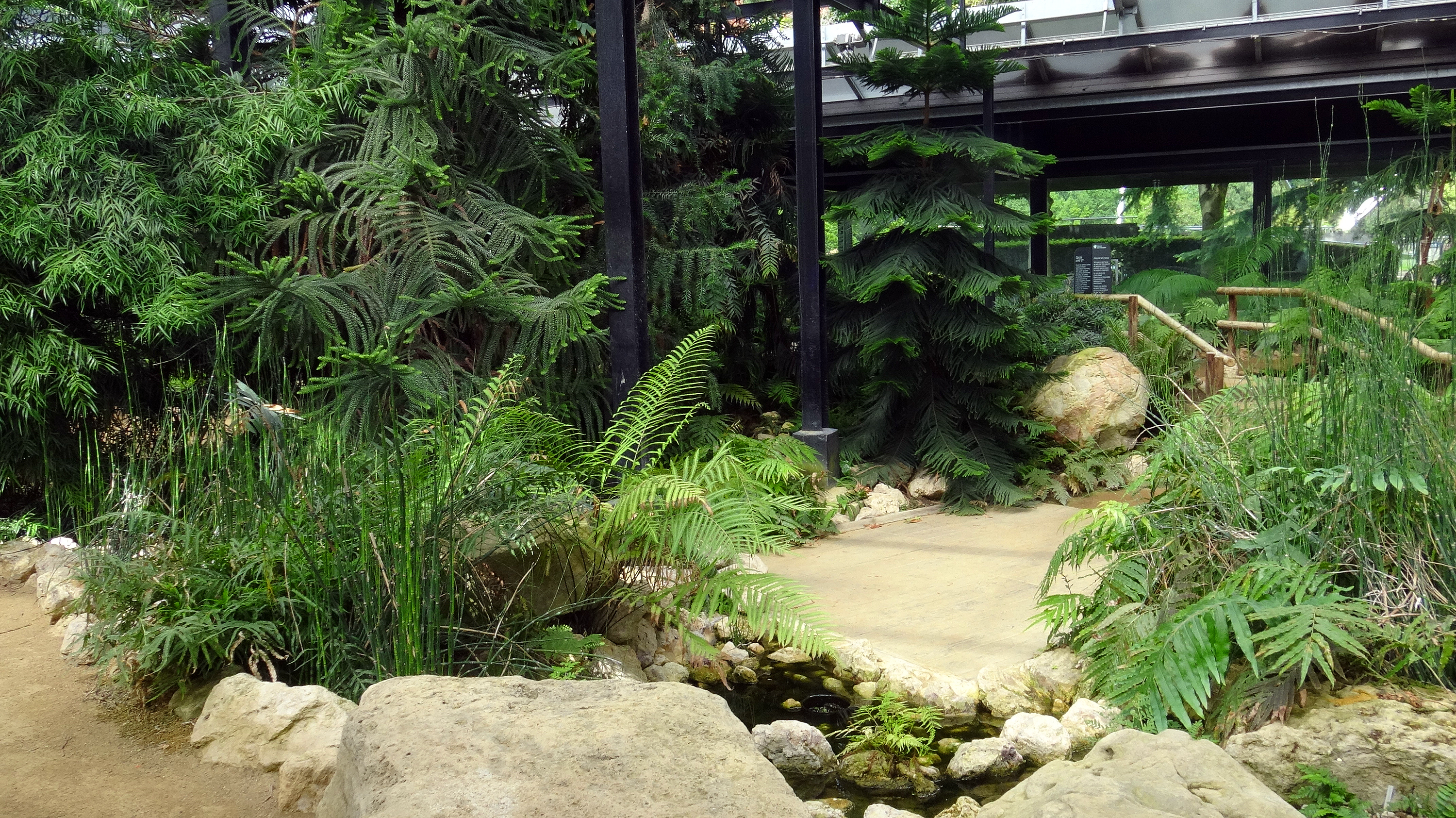
Serre des plantes du Jurassique.
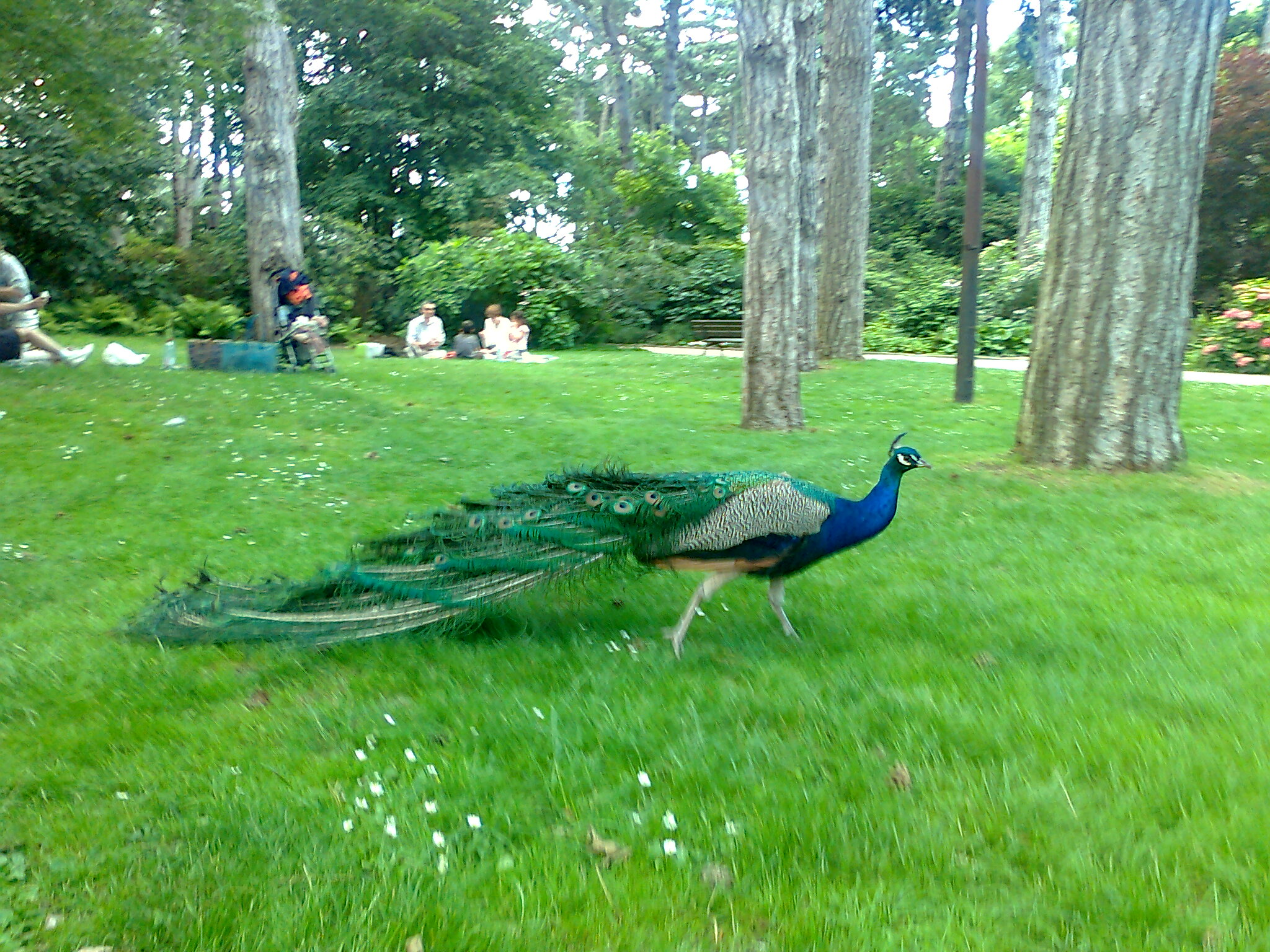
Le parc floral de Paris possède aussi des paons se promenant parmi les visiteurs.